# Проскуряково
Проскуряково — деревня в Вязниковском районе Владимирской области России, входит в состав муниципального образования «Посёлок Никологоры».

## География
Деревня расположена в 12 км на юг от центра поселения рабочего посёлка Никологоры и в 30 км на юго-запад от райцентра Вязников.

## История
В конце XIX — первой четверти XX века деревня входила в состав Никологорской волости Вязниковского уезда. В 1859 году в деревне числилось 25 дворов, в 1905 году — 35 дворов, в 1926 году — 46 дворов.
С 1929 года деревня входила в состав Гуляихинского сельсовета Вязниковского района, с 1935 года — в составе Никологорского сельсовета Никологорского района, с 1959 года — в составе Шатневского сельсовета, с 1963 года — в составе Вязниковского района, с 2005 года — в составе муниципального образования «Посёлок Никологоры».

## Население
| 1859 | 1905 | 1926 | 2002 | 2010 | 2021 |
| ---- | ---- | ---- | ---- | ---- | ---- |
| 207  | ↗261 | ↘222 | ↘0   | →0   | →0   |